# Tos (Band)
Tos war eine spanische Band. Sie wurde 1978 in Madrid von den Brüdern Javier, Enrique und Álvaro Urquijo sowie José Enrique Cano, genannt Canito, gegründet.
Nachdem Canito in der Silvesternacht 1979 Opfer eines Verkehrsunfalls wurde und am 3. Januar 1980 verstarb, löste sich die Band auf. Am 9. Februar 1980 fand an der Hochschule für Bauingenieurwissenschaften der Universidad Politécnica de Madrid zu seinen Ehren ein Gedenkkonzert statt, das gemeinhin als Ausgangspunkt der Kulturbewegung Movida madrileña gilt. Die Urquijo-Brüder gründeten später zusammen mit Pedro Antonio Díaz die Nachfolgeband Los Secretos.
Mit diversen Liedern, mit denen Tos im Radio zu hören war, hatten Los Secretos später großen Erfolg, so etwa Niño mimado, Me aburro und Déjame. Letzteres zählt zu den bedeutendsten Liedern des spanischen Pop-Rocks der 1980er Jahre und wurde 2006 von der spanischen Ausgabe der Zeitschrift Rolling Stone als eines der 200 besten dieser Gattung bezeichnet (Platz 32).